# Pronous colon
Pronous colon är en spindelart som beskrevs av Levi 1995. Pronous colon ingår i släktet Pronous och familjen hjulspindlar.
Artens utbredningsområde är Costa Rica. Inga underarter finns listade i Catalogue of Life.